# Alessandro Capone
Alessandro Capone (Roma, 25 luglio 1955) è un regista e sceneggiatore italiano.

## Biografia
Regista di cinema, fiction e teatro, ha tra l'altro diretto le serie Il commissario (2001), Distretto di Polizia (2007-2008) e, con Bud Spencer, Detective Extralarge (1993) e I delitti del cuoco (2010).
Nel 1993 la sua commedia Uomini sull'orlo di una crisi di nervi ha ottenuto a teatro un notevole successo: in seguito Capone stesso ne ha firmato la versione cinematografica (che ha lanciato Claudia Koll) e quella televisiva.
Nel 2006 è stato tra gli autori del varietà Suonare Stella. Nel 2007 ha diretto la pellicola L'amore nascosto, nella quale hanno recitato Isabelle Huppert e Greta Scacchi.
Nel 2014 ha diretto un cast hollywoodiano (Danny Glover, Daryl Hannah, Michael Madsen, Stephen Baldwin e Rutger Hauer) nel film indipendente 2047 - Sights of Death.

## Filmografia

### Regista
- Streghe (1989)
- Les secrets professionnels du Dr Apfelglück (1991)
- Detective Extralarge – serie TV (1993)
- Uomini sull'orlo di una crisi di nervi (1995)
- Tutti gli uomini sono uguali – serie TV (1998)
- Paradiso per tre (1998)
- Delitto in prima serata (2000)
- Prigioniere del cuore – film TV (2000)
- Il commissario – serie TV (2001)
- Madre e ossa (2007)
- L'amore nascosto (2007)[2][3]
- Distretto di Polizia – serie TV (2007-2008)
- Feisbum, episodio Default (2009)
- I delitti del cuoco – serie TV (2010)
- E io non pago - L'Italia dei furbetti (2012)
- I segreti di Borgo Larici – miniserie TV (2013)
- 2047 - Sights of Death (2014)
- Credimi! (2022)[4]

### Sceneggiatore
- Brillantina rock, regia di Michele Massimo Tarantini (1979)
- Trhauma, regia di Gianni Martucci (1980)
- La Bonne, regia di Salvatore Samperi (1986)
- Camping del terrore, regia di Ruggero Deodato (1987)